# Energiebesparing
Energiebesparing verwijst naar alle energiebesparende maatregelen om de consumptie van brandstoffen te verminderen. Het kan worden bereikt door efficiënter gebruik te maken van energie: hetzelfde doen met minder energie. Men kan ook energie besparen door minder gebruik te maken van de dienst die de energie verbruikt. Energiebesparing kan leiden tot kapitaalsverhoging, minder belasting van het milieu, verminderde energieafhankelijkheid. Energieverbruikers zoals organisaties, maar ook individuele personen, willen zo weinig mogelijk energie verbruiken om de energiekosten te drukken wat de economische zekerheid bevordert.
Industriële en commerciële gebruikers willen de efficiëntie verhogen om een zo groot mogelijke winst te realiseren.

## Introductie
Besparing op het gebruik van elektriciteit en gas vormt een belangrijk onderdeel van het energiebeleid. Energiebesparing vermindert het energieverbruik en de vraag naar energie per inwoner. Het compenseert dus een deel van de groei in de energievoorziening die nodig is om gelijke tred te houden met de bevolkingsgroei. Dit vermindert de stijging van de energiekosten, waardoor de behoefte aan nieuwe centrales en energie-import uit andere landen wordt teruggedrongen. De verminderde vraag naar energie kan zorgen voor meer flexibiliteit bij het kiezen van de meest gewenste methoden van energieproductie, zoals duurzame energie in de vorm van windenergie, zonne-energie, bio-energie, aardwarmte en waterenergie.

## Redenen om over te gaan tot energiebesparing
Oorzaken die extra energiebesparende maatregelen vereisen zijn, naast de monetaire aspecten, het gebrek aan beschikbaarheid van de energievorm of -bron of nadelige effecten hebben op het gebruik:
- Schade aan gezondheid. Hieronder vallen onder andere geluidshinder, luchtvervuiling en de gevolgen van een nucleaire kernsmelting.
- Schade aan het milieu. Hieronder wordt onder de volgende zaker verstaand: de vernietiging van natuur als gevolg van mijnactivitieten, de uitstoot van gassen die zure regen kunnen veroorzaken met als gevolg bosdegradatie en vissensterfte, en de uitstoot van broeikasgassen met als gevolg de opwarming van de Aarde.
- Beperking van de gebruikswaarde, zoals batterij- of tankcapaciteit.
- Gebrek aan beschikbaarheid van energie, door bijvoorbeeld de capaciteit van een netaansluiting, aflevering van energie of beperkte bronnen (zoals de financiering of de capaciteit van een elektriciteitscentrale).

## Beleid in Nederland
Energiebesparing is een zaak van lange adem en wordt daarom regelmatig door verschillende organisaties onder de aandacht van het grote publiek gebracht:
- 1997

In Europees verband streefde Nederland naar gezamenlijke inspanningen als vervolg op het Kyoto-protocol. Het Kyoto-protocol (1997) is het protocol bij op het Klimaatverdrag (1992), en streeft nu naar een besparing van 20% van de uitstoot van broeikasgassen in Europees verband. Hier telt niet alleen koolstofdioxide (CO2) mee, maar ook de uitstoot van andere broeikasgassen mee, zoals methaan (CH4) en lachgas (N2O).
- 2009 / 2010 internationale campagne 10:10
- 2014

De regering wil anno 2014 de volgende doelen bereiken:
verminderen van de uitstoot van broeikasgassen, met name CO2, in 2020 met 14% vergeleken met 1990;
- het tempo van energiebesparing de komende jaren verdubbelen van 1% (nu) naar 2% per jaar;

Deze doelen zijn verder uitgewerkt in het Energieakkoord.
Ongeveer een kwart van de broeikasgasuitstoot komt direct van huishoudens. De aanschaf van goederen zorgt dat huishoudens indirect voor een groter percentage verantwoordelijk zijn.
In 2014 lag de uitstoot van Nederland iets onder die van 1990. Het verschil was 6 procent, blijkt uit het Natuur- en Milieucompendium van het Centraal Bureau voor de Statistiek (CBS), het Planbureau voor de Leefomgeving (PBL) en Wageningen Universiteit (WUR).

## Beleid in België
Na de staatshervorming van 1980 bestaat er inzake energiebeleid een samenwerkingsakkoord tussen de federale overheid en de gewesten over de bevoegdheidsverdeling, met ENOVER (in het Frans: CONCERE) als overlegorgaan. 